# 新伊塔贝拉巴
新伊塔贝拉巴是巴西圣卡塔琳娜州的一个市镇。总面积137.583平方公里，总人口4117人，人口密度29.9人/平方公里。